# Trémaouézan
 Trémaouézan  (en bretón Tremaouezan) es una población y comuna francesa, situada en la región de Bretaña, departamento de Finisterre, en el distrito de Brest y cantón de Landerneau.

## Demografía
| 323 | 283 | 265 | 345 | 370 | 431 |
| Para los censos de 1962 a 1999 la población legal corresponde a la población sin duplicidades (Fuente: INSEE [Consultar]) |     |     |     |     |     |